# Arsène Caignet
Arsène Caignet (Momignies, 23 juni 1890 - 11 april 1942) was een Belgisch volksvertegenwoordiger. 

## Levensloop
Caignet was een oud-strijder van de Eerste Wereldoorlog en dreef handel in Momignies.
In 1936 werd hij voor Rex verkozen tot volksvertegenwoordiger in het arrondissement Thuin. Hij zetelde tot in 1939.